# جوني يونغ
جوني يونغ (بالإنجليزية: Johnny Young)‏ ولد في 6 فبراير 1940 في سافانا بولاية جورجيا ونشأ في فيلادلفيا بولاية بنسيلفانيا. من 1967 إلى 2001 عمل يونغ في وزارة الخارجية الأمريكية بما في ذلك تعيينه في منصب سفير الولايات المتحدة في غرب أفريقيا والشرق الأوسط وأوروبا الوسطى. عين يونغ في منصب السفير الوظيفي في عام 2004 وعمل لاحقا كمستشار خاص ومقاول ومحاضر.

## التعليم
تخرج يونغ بامتياز من جامعة تمبل بحصوله على شهادة البكالوريوس في عام 1966 في المحاسبة كتخصص رئيسي واللغة الإسبانية كتخصص ثانوي. كان في وقت لاحق عريف حفل جوائز أوبرماير السنوية للمتميزين في الدراسات العليا لمجلس مدرسة فيلادلفيا في عام 1990. تم قبوله في معهد فيلس المحلي الوطني في جامعة بنسلفانيا قبل انضمامه إلى السلك الدبلوماسي.

## السيرة
بعد العمل لمدة ست سنوات ونصف لمدينة فيلادلفيا بدأ يونغ مشواره مع وزارة الخارجية في عام 1967. حصل على منصب موظف المالية والميزانية في أنتاناناريفو بمدغشقر ثم تعيينين متتاليين عامي 1970 و1972 في منثب ضابط خدمات عامة في كوناكري بغينيا ونيروبي بكينيا. في عام 1974 تم نقله إلى الدوحة بقطر لتوفير الدعم الإداري للسفارة الأمريكية الموسعة حديثا وتعيينه أول سفير أمريكي إلى قطر. بينما كان في قطر خدم يونغ كموظف إداري والقائم بالأعمال. تم تعيينه فيما بعد مستشار إداري في بريدج تاون بباربادوس.
في عام 1979 عاد يونغ إلى واشنطن العاصمة للعمل في منصب مسؤول التطوير الوظيفي في مكتب شؤون الموظفين. أعقب ذلك منصب المدير التنفيذي لمكتب المفتش العام في عام 1981. ثم غادر يونغ في عام 1983 ليكون المستشار الإداري في عمان بالأردن. في عام 1985 خدم في لاهاي بهولندا. في عام 1988 تم اختياره لندوة عليا.
بين أواخر عقد 1980 إلى أوائل عام 2000 خدم يونغ كسفير في سيراليون من 1989 إلى 1992 وتوغو من 1994 إلى 1997 والبحرين من 1997 إلى 2001 وسلوفينيا من 2001 إلى 2004. خلال الفترة التي قضاها سفيرا لدى سلوفينيا ركز على هدفين رئيسيين هما:
1. مواصلة التعاون بين الولايات المتحدة وسلوفينيا على نطاق واسع عبر المحافل الدولية.
2. العمل مع سلوفينيا في جعلها أفضل مرشحة محتملة لدخول الحلف الأطلسي والاتحاد الأوروبي.

### بعد التقاعد
بعد تقاعده من الخدمة الخارجية في عام 2005 عملت يونغ كمستشار خاص ومحاضر حتى أغسطس 2007. ابتداء من أغسطس 2007 إلى فبراير 2015 خدم يونغ كمدير تنفيذي لخدمات الهجرة واللاجئين التابع لمؤتمر أساقفة الولايات المتحدة الكاثوليكي وهي أكبر منظمة لإعادة توطين اللاجئين غير الحكوميين في العالم. بالإضافة إلى إعادة توطين اللاجئين فإنه يتم توفير خدمات للأطفال القاصرين غير الشرعيين وغير المصحوبين في عهدة حكومة الولايات المتحدة. عمل في مكافحة الاتجار بالبشر وتقديم الدعم لهذه الأنشطة فضلا عن الذين لا يملكون الوثائق. كان لديه ميزانية تبلغ خمسة وثمانين مليون دولار أمريكي بينما يبلغ عدد موظفيه أكثر من مائة موظف. منذ عام 1975 فإن المنظمة عقدت شراكة عمل مع حكومة الولايات المتحدة في إعادة توطين نحو مليون لاجئ من ثلاثة ملايين قبلتهم الولايات المتحدة خلال تلك الفترة.

### الجوائز والتكريمات
تلقى يونغ ثلاث جوائز نقدية عن أدائه: جوائز استحقاق الشرف العليا وجوائز المجموعتين الشرفية ووجائزة الخدمة الرئاسية للاستحقاق. شارك أيضا في عملية حافة حادة حيث كان مسؤولا عن دعم جهود الولايات المتحدة في الإجلاء خلال الحرب الأهلية الليبيرية الأولى. بالإضافة إلى ذلك حصل على جائزة المجموعة العالية للخدمة كجزء من بعثة سيراليون لمساعدتها في إجلاء الرعايا الامريكيين في أعقاب انقلاب في فريتاون في أبريل 1992.

### اللجان والمجالس
قبل عام 2015 خدم يونغ في المجالس التالية:
- مجلس مجتمع الديمقراطيات.
- الأكاديمية الأمريكية للدبلوماسية.
- مؤسسة أونا تشابمان كوكس.

كما أنه يساهم حاليا في المجالس التالية:
- المعهد الدولي للموسيقى.
- معهد واشنطن لشؤون الخارجية الأميركي.
- جمعية الصداقة البحرينية الأمريكية.
- المؤسسة الأمريكية السلوفينية للتعليم.
- مجلس التبادل التعليمي الدولي.
- نادي بيثيسدا تشيفي تشيس للروتاري الدولي.

## الكتب والمقابلات
ألف يونغ كتاب «من المشاريع إلى القصر: رحلة دبلوماسي غير المتوقعة من الأسفل إلى الأعلى» الذي أصدر في عام 2013 من قبل شركة إكسليبريس. في عام 2013 أجرى معه تلفزيون بي بي سي مقابلة حول الصراع بين البرتغال وكوناكري في عام 1970.

## العائلة
يونغ متزوج من أنجيلينا ولهما ولدين. أقام بعد تقاعده مع زوجته أنجيلينا في كنسينغتون بولاية ماريلاند.